# ХР топ 100
ХР топ 100 (раније ХР то 40) је главна хрватска домаћа листа синглова, коју седмично издају Институт хрватске глазбе и Хрватска дискографска удруга. Топ листе су рекорд најзвучнијих домаћих песама у различитим жанровима у Хрватској.

## Историја
Листа је покренута 24. јануара 2013. године, а подаци прикупљени од 14. јануара до 20. јануара објављени су у првом броју листе.  Првобитно су прикупљени подаци са 80 радио станица како би се формирала листа 40 највише емитованих домаћих песама у Хрватској.  Табела емитовања је садржала податке које је генерисао Playkontrol систем према било којој песми пуштаној током периода који почиње претходног понедељка у 00:00:00 и завршава се у недељу увече у 23:59:59.  Једном недељно, сваког понедељка, листа је објављивана на службеној веб страници Хрватског глазбеног завода.  Прва нумера била је "Неописиво" Нине Бадрић.  Од јула 2015. године листа се објављује једном недељно, сваког понедељка, на званичном сајту.  Два дана раније, сваке суботе, табела се емитује и у сопственој емисији на телевизијском каналу РТЛ 2.  Од 2015. прикупљају се подаци са више од 140 радио станица широм земље како би се формирао графикон.  У јулу 2015. почело је објављивање 6 регионалних графикона на недељној бази са главним графиконом.

## Компилација
Постоји пет критеријумских тачака које се узимају у обзир при формирању листе: 
- У обзир се узимају само преноси од 6:00 ујутру до 01:00 после поноћи
- Приликом формирања графикона узимају се у обзир само емитовања песама у трајању дужем од 2 и по минута
- Укључена су сва емитовања од понедељка до недеље сваке недеље
- Само актуелни синглови су дозвољени на топ листама, а песма може да остане највише 52 недеље на листи
- Приликом генерисања листе узима се у обзир број емитовања.

## Песме
Тренутни рекордери топ листе су Ватра са песмом „Танго“, која је 25 узастопних недеља провела на првом месту,  док песма Массима Савића „Мали круг великих људи“ држи рекорд по већини неузастопних недеља на првом месту са укупно 30 недеља.  Психомодо поп песма "Дона" била је прва песма на којој је на листи провео највише 52 узастопне недеље.  „Мали круг великих људи“ била је прва песма која је укупно 30 недеља била на врху листе и држи рекорд у већини недеља на првом месту.  Корнелија Петак је била најмлађа особа која је икада била на топ-листи ХР топ 40, а у време када је "Ја сам таква кава сам" дебитовала имала је само 16 година.  Игор Делач држи рекорд по броју узастопних синглова број један; од Будан 2018. до његовог најновијег сингла „Не заборави“ 2022. године, укупно осам синглова је достигло прво место. 

### Песма године
Од 2014. године на крају календарске године додељује се награда најемитованије песме. 
| Година | Наслов                 | Уметници                  | Ref.   |
| ------ | ---------------------- | ------------------------- | ------ |
| 2014.  | Танго                  | Ватра                     | [ 16 ] |
| 2015.  | Један дан љубави       | Масимо Савић              | [ 17 ] |
| 2016.  | Заљубила сам се        | Detour                    | [ 18 ] |
| 2017.  | Све у мени се буди     | Дамир Кеџо & Зса Зса      | [ 19 ] |
| 2018.  | Ако те питају          | Петар Грашо               | [ 20 ] |
| 2019.  | Рекао си               | Нина Бадрић               | [ 21 ] |
| 2020.  | Мали круг великих људи | Масимо Савић              | [ 22 ] |
| 2021.  | Киша (З'нааб)          | Џибони                    | [ 23 ] |
| 2022.  | Требаш ли ме           | Ени Јуришић и Матија Цвек | [ 24 ] |